# Paradoxo do quadrado perdido

O enigma do quadrado perdido.

O enigma em animação.

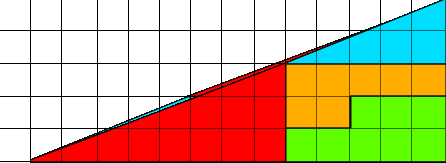
Sobreposição dos dois pseudo-triângulos

O paradoxo do quadrado perdido é um enigma resultado de uma ilusão de óptica, em que são vistos dois triângulos, formados pelas mesmas peças, onde porém um triângulo aparenta ter um pequeno quadrado a menos do que o outro. A suposta hipotenusa de cada figura não é reta (apesar de parecer).
De acordo com Martin Gardner, esse enigma foi elaborado em 1953 pelo mágico amador Paul Curry, de Nova Iorque. O enigma do quadrado perdido é por isso também chamado de paradoxo de Curry (embora exista o paradoxo de Curry de teoria ingênua dos conjuntos). O princípio por trás desse tipo de paradoxo é conhecido desde pelo menos 1860.

## Explicação

### Descrição
Os dois triângulos formados por peças coloridas parecem ter a mesma área de {\displaystyle 13\cdot 5\cdot {\frac {1}{2}}}.
As peças de cada triângulo formado por peças:
- Um triângulo (aqui azul) com área de
{\displaystyle 5\cdot 2\cdot {\frac {1}{2}}\ \mathrm {cm^{2}} \ =\ 5\ \mathrm {cm^{2}} }
- Outro triângulo (aqui vermelho) com área de
{\displaystyle 8\cdot 3\cdot {\frac {1}{2}}\ \mathrm {cm^{2}} \ =\ 12\ \mathrm {cm^{2}} }
- Duas outras figuras (aqui, uma amarela e a outra verde), que juntas tem o tamanho de um retângulo
{\displaystyle 5\cdot 3\ \mathrm {cm^{2}} \ =\ 15\ \mathrm {cm^{2}} }
área que é a soma de
{\displaystyle 1\cdot 5\ \mathrm {cm^{2}} +1\cdot 2\ \mathrm {cm^{2}} \ =\ 7\ \mathrm {cm^{2}} } da figura amarela 
{\displaystyle 1\cdot 5\ \mathrm {cm^{2}} +1\cdot 3\ \mathrm {cm^{2}} \ =\ 8\ \mathrm {cm^{2}} } da figura verde

Embora ambos sejam visualmente triângulos de mesmo tamanho com sub-áreas idênticas, no segundo triângulo há um quadrado de área {\displaystyle 1\times 1\ \mathrm {cm^{2}} } restando.

### Solução
A soma das áreas das peças resulta em uma área de 
{\displaystyle 5\ \mathrm {cm^{2}} +12\ \mathrm {cm^{2}} +7\ \mathrm {cm^{2}} +8\ \mathrm {cm^{2}} \ =\ 32\ \mathrm {cm^{2}} }
No entanto, um triângulo com lados 13 e 5 deve ter uma área de {\displaystyle 13\cdot 5\cdot {\frac {1}{2}}\ \mathrm {cm^{2}} \ =\ 32,5\mathrm {cm^{2}} }. 
Assim, está dada a prova matemática de que o dado triângulo não pode ser formado por essas peças.
O paradoxo se deve a diferença entre os ângulos dos triângulos azul e vermelho (eles não são triângulos similares). Portanto, a hipotenusa não é uma reta.
Matematicamente, isso pode ser provado da seguinte maneira:
- Triângulo azul:
{\displaystyle \arctan \left({\frac {2}{5}}\right)=\arctan \left(0,4\right)=21,8\,^{\circ }}
- Triângulo vermelho:
{\displaystyle \arctan \left({\frac {3}{8}}\right)=\arctan \left(0,375\right)=20,56\,^{\circ }}
- Ângulo de um triângulo com catetos 13 e 5:
{\displaystyle \arctan \left({\frac {5}{13}}\right)=\arctan \left(0,385\right)=21,04\,^{\circ }}

Disso percebe-se que o lado de cima não é uma linha reta. Portanto, a figura composta não é realmente um triângulo, mas sim um quadrilátero, percebe-se então que não são as mesmas peças, nem mesmo as linhas são iguais, os tamanhos são ligeiramente diferentes, e de pixel em pixel eles vão ganhando espaço pra poder por um espaço em branco depois.

## Seqüência de Fibonacci
Figuras enganosas como essa podem também ser formadas com outras proporções. As dimensões inteiras dos lados das figuras de cima: 2, 3, 5, 8 e 13; são cinco números consecutivos da sequência de Fibonacci. Muitas outras figuras, que apresentam o mesmo fenômeno, também são feitas com outros números consecutivos na sequência de Fibonacci.